# Jaroslav Palas
Jaroslav Palas, né le 2 octobre 1952 à Bruntál, est un ingénieur agronome et homme politique tchèque, membre du parti des droits civiques (SPO).